# Entomología médica

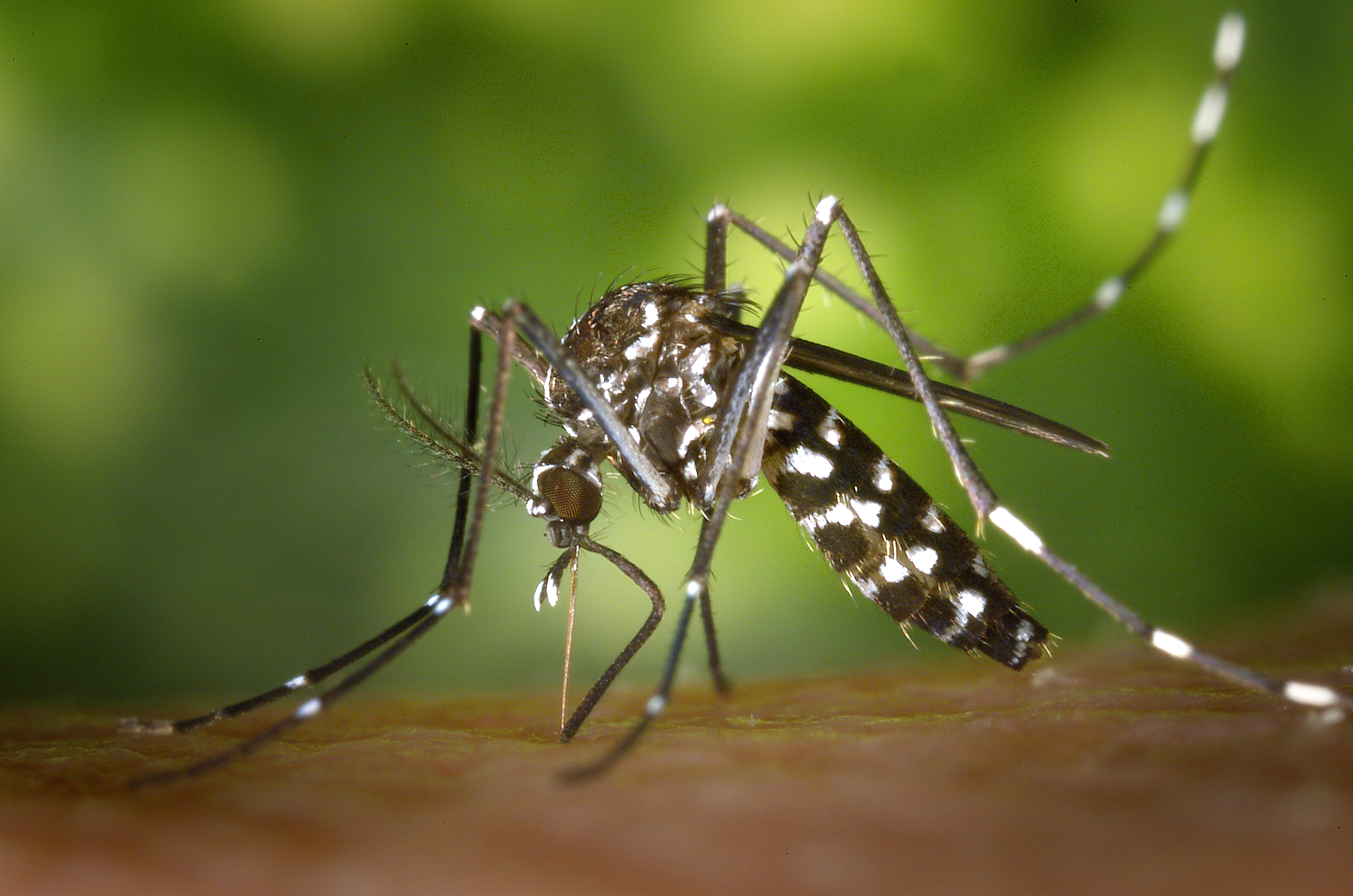
Aedes albopictus

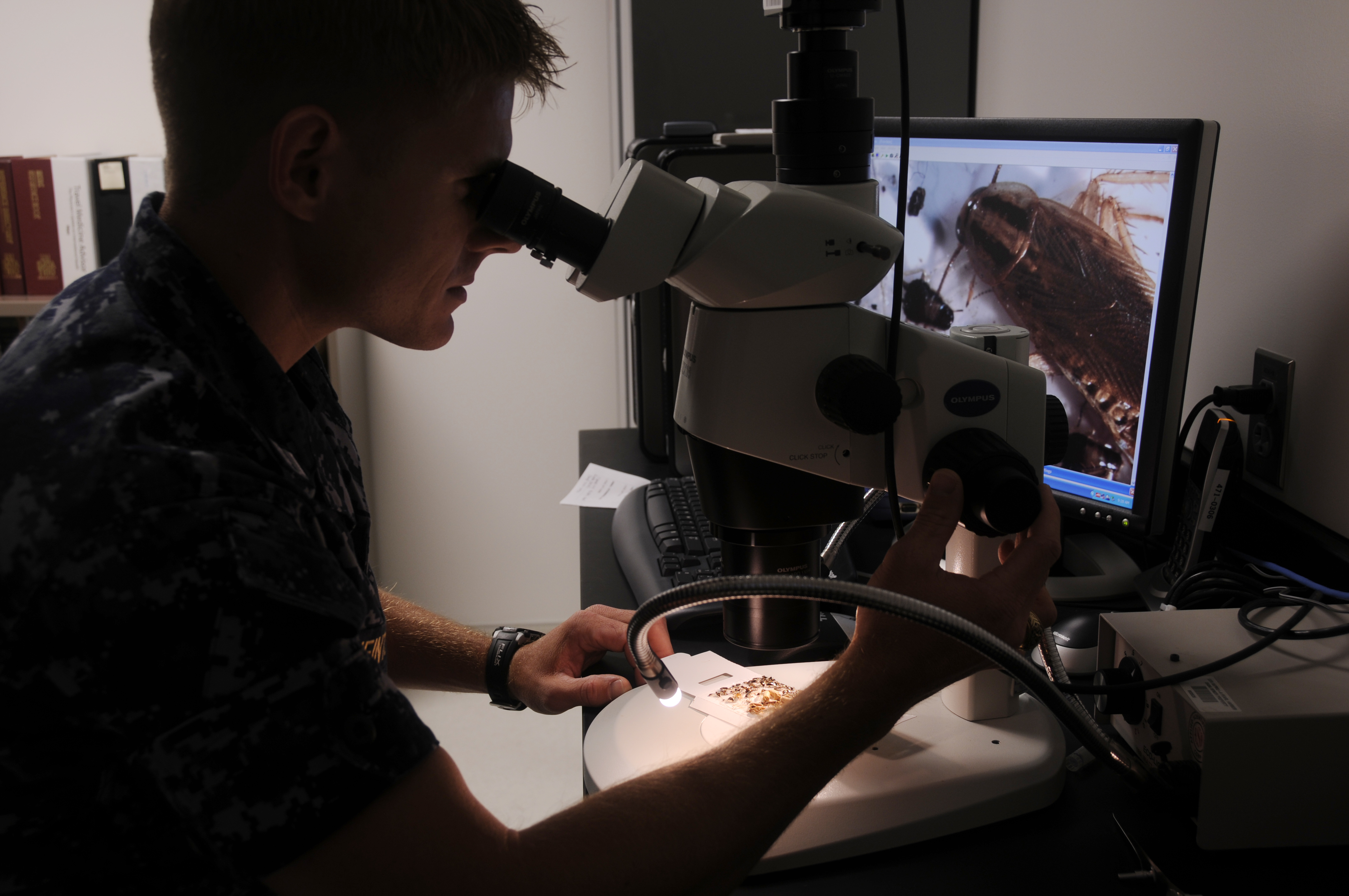
Un entomólogo de U.S. Navy medical Research estudiando insectos

La entomología médica es la rama de la entomología que estudia insectos y otros artrópodos que afectan la salud humana. La entomología veterinaria está incluida en esta categoría porque muchas especies saltan de animales a humanos, por ejemplo, la encefalitis bovina. La entomología médica incluye investigación científica en comportamiento, ecología y epidemiología de vectores artrópodos de enfermedades, además trata de educar al público y a las autoridades y otros que se ocupan de la salud pública.

## Insectos de importancia médica
Hay muchos insectos (y también otros artrópodos) que afectan la salud humana. Incluyen Diptera (moscas y mosquitos), Hemiptera (chinches, vinchucas), Phthiraptera (piojos) y Siphonaptera (pulgas). Pueden parasitar, morder, picar, causar reacciones alérgicas y o transmitir enfermedades bacterianas, víricas u otras.
Hay insectos hematófagos (se alimentan de sangre) que transmiten enfermedades a los humanos, pulgas, liendres, ácaros, vinchucas. La mayoría son vectores de una variedad de patógenos. La mayoría son ectoparásitos.
La sarna no puede ser clasificada como un ectoparásito. El ácaro que causa la sarna, Sarcoptes scabiei, se entierra en la piel del huésped y por lo tanto es un endoparásito.

### Mosca doméstica
La mosca doméstica es una especie muy común y cosmopolita que puede transmitir enfermedades a los humanos. Los organismos que causan disentería (amebianos y bacilares) son recogidos de las heces de personas infectadas por las moscas y son transferidos a comida, ya sea por los pelos o el vómito de las moscas. Los gérmenes del tifus pueden ser depositados en la comida por las heces de las moscas. La mosca puede transmitir gérmenes del yaws de una úlcera de persona afectada a otra. La mosca doméstica también puede transmitir poliomielitis, cólera y hepatitis. Otras enfermedades incluyen Salmonella, tuberculosis y ántrax y algunos tipos de oftalmias. Las moscas pueden transmitir más de cien patógenos, incluyendo gusanos parásitos. En los países pobres transmiten más enfermedades. Algunas cepas se han vuelto resistentes a los insecticidas.

### Cucaracha
La cucaracha oriental lleva organismos causantes de enfermedades (como gastroenteritis) mientras forrajean. Sus excrementos y exuvia también contienen alergenos que causan reacciones como lagrimeo, irritación de la piel, congestión de los pasajes nasales y asma.

### Insectos que pican
Hay muchos insectos que pican, incluyendo mosquitos, mosquitas picadoras, tábanos y otras moscas, avispas, abejas, escorpiones y arañas; muchos ácaros también pican. Cuando se alimentan, estos insectos y otros artrópodos son vectores de patógenos humanos. Los especialistas en entomología médica han ayudado a desarrollar vacunas para muchas de estas enfermedades. También han desarrollado métodos para evitar que los artrópodos piquen a los humanos.

## Enfermedades transmitidas por atrópodos

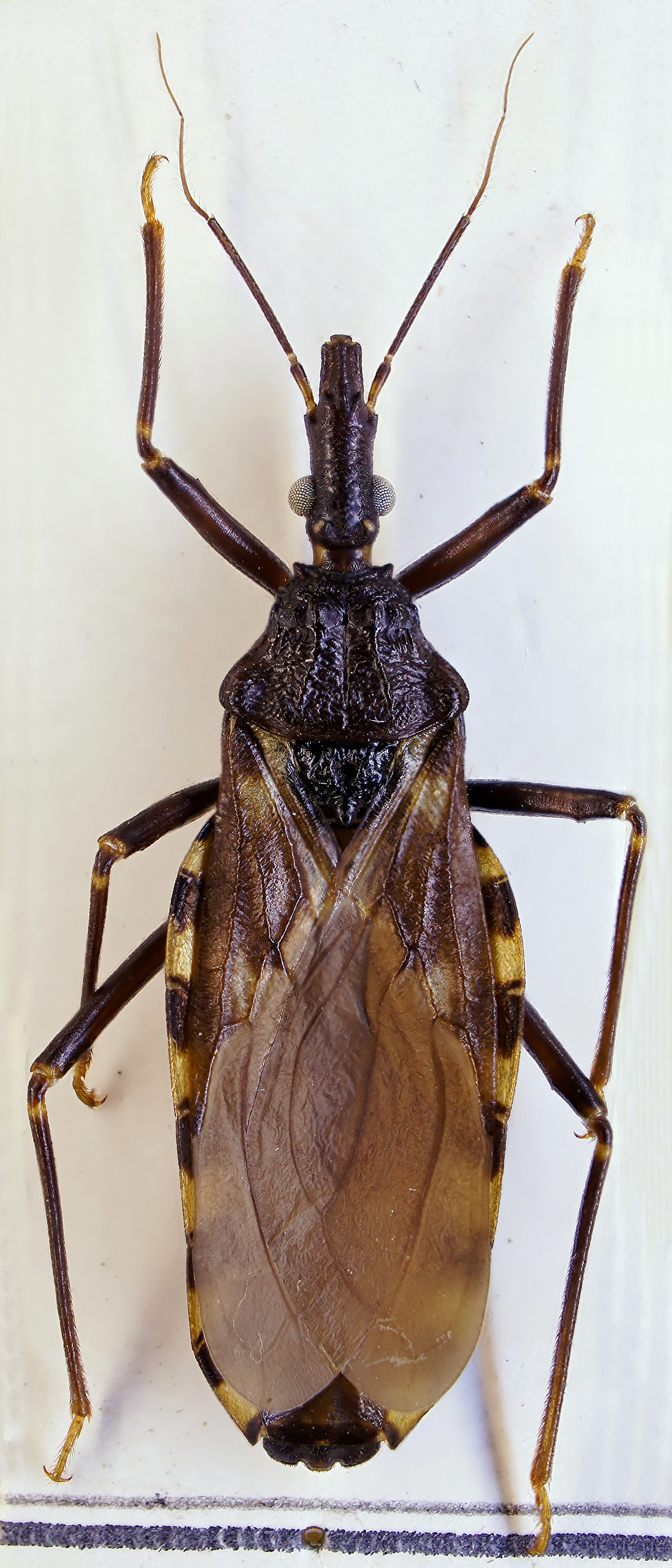
Triatoma infestans transmisor de la enfermedad de Chagas

### Mayores
- Dengue - Vectores: mosquitos Aedes aegypti (principal vector) y Aedes albopictus (vector secundario); 50 millones de personas son afectadas por dengue anualmente, 25.000 mueren. Amenaza a 2,5 mil millones en más de 100 países.
- Malaria - Vectores: mosquitos Anopheles; 500 millones severamente enfermos de malaria cada año y más de un millón mueren.
- Leishmaniasis - Vectores: mosquitos del género Lutzomyia en el Nuevo Mundo y Phlebotomus en el Viejo Mundo. Dos millones están infectados.
- Peste bubónica - Principal vector: la pulga Xenopsylla cheopis. Por lo menos 100 especies de pulgas pueden transmitir la plaga. Es un peligro anual reemergente que ataca varios miles de humanos al año. La patogenicidad es alta y el contagio es rápido.
- Tripanosomiasis humana africana - Vector:  moscas tsé-tsé, no todas las especies. Amenaza a millones de personas en 36 países de África subsahara (WHO).
- Tifus - Vectores: garrapatas, pulgas y piojos del cuerpo; 16 millones de casos al año que resultan en 600.000 muertes anuales.
- Filariasis linfática - los vectores más comunes son especies de mosquitos Culex, Anopheles, Mansonia y Aedes; afecta a más de 120 millones.
- Fiebre amarilla - Principales vectores: Aedes simpsoni, A. africanus y A. aegypti en África, especies del género Haemagogus en Sudamérica y especies del género Sabethes en Francia; 200.000  casos calculados de fiebre amarilla, con 30.000 muertes por año.

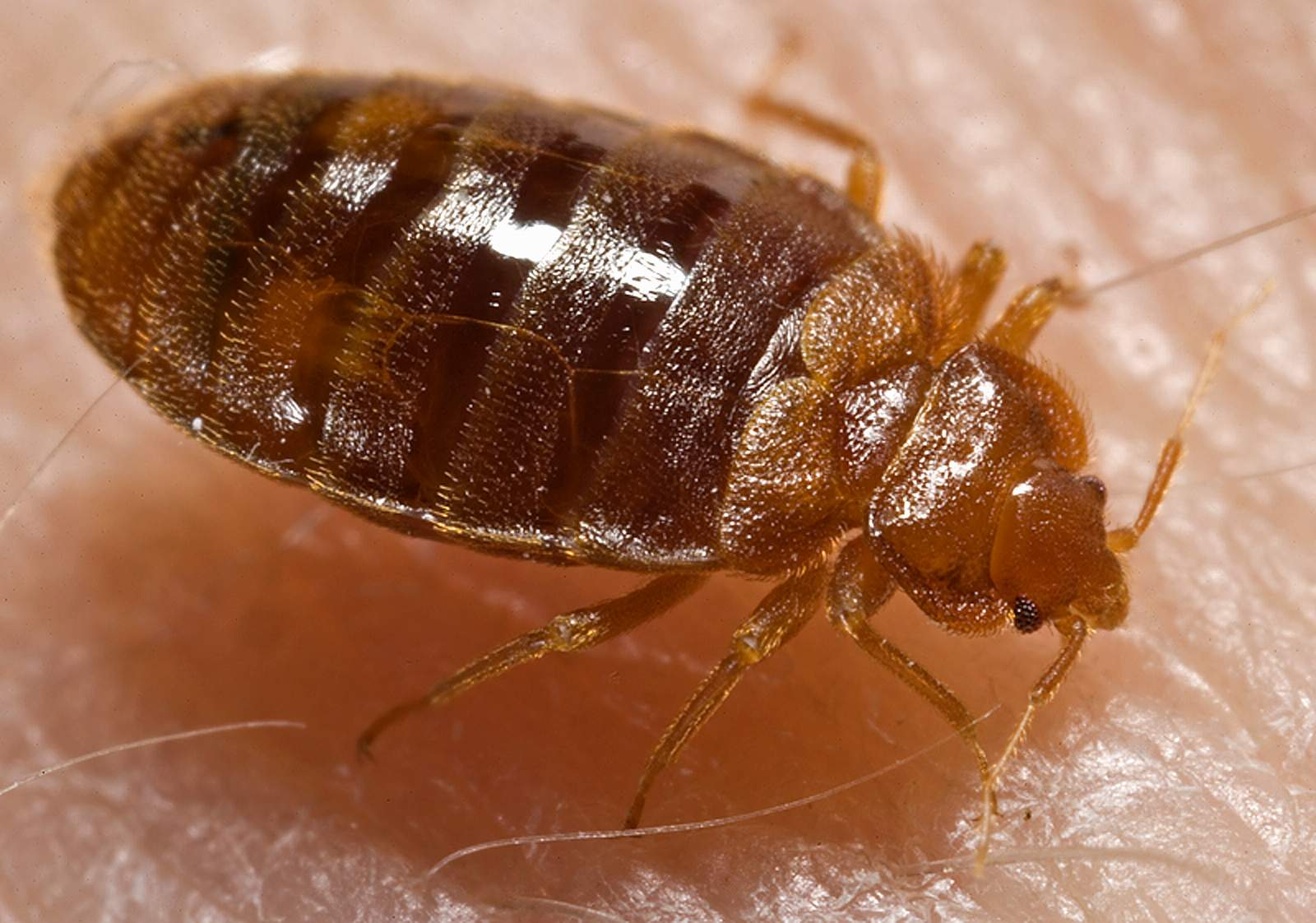
Cimex lectularius, chinche de las camas

### Menores
- Encefalitis del virus Kunjin (mosquitos).
- Encefalitis japonesa - Varios mosquitos vectores, el principal Culex tritaeniorhynchus.
- Virus del Nilo Occidental - Vectores: varían según el área geográfica; en los Estados Unidos  Culex pipiens (en el este), Culex tarsalis (centro y oeste) y Culex quinquefasciatus (sudeste) son los vectores principales.
- Enfermedad de Lyme - Vectores: varias especies de garrapatas del género Ixodes
- Alkhurma virus - Vector: garrapatas.
- Babesia - Vector: garrapatas del género Ixodes.
- Enfermedad de Carrión - Vectores: moscas del género Lutzomyia.
- Enfermedad de Chagas - Vector: vinchucas de la subfamilia Triatominae. Los principales vectores son de los géneros Triatoma, Rhodnius y Panstrongylus.
- Chikunguña - Vectores: mosquitos Aedes.
- Anaplasmosis granulocítica humana - Vector: la garrapata Ixodes scapularis.
- Fiebre del valle del Rift - Vectores: mosquitos de los géneros Aedes y Culex.
- Fiebre Tsutsugamushi - Vector: ácaros rojos.
- Filariasis Loa loa - Vector: Chrysops sp. (mosca tabánida).